# 山崎良純
山崎 良純（やまさき よしずみ、1856年12月7日（安政3年11月10日）- 1918年（大正7年）10月4日）は、明治期の政治家、実業家。衆議院議員、鹿児島県会議長。旧姓・平川。

## 経歴
薩摩国高城郡水引郷宮内村（鹿児島県高城郡水引郷水引村、東水引村、薩摩郡東水引村、川内町、川内市宮内町を経て現薩摩川内市宮内町）で、鹿児島県会議員を務めた山崎良尚の息子として生まれた。兄・良弼と共に西南戦争で薩摩軍として従軍したが、戦後に父の勧めで上京した。その後、帰郷して平川家の養嗣子となるが、兄が病死したため山崎家に復籍した。
1885年（明治18年）1月、鹿児島県会議員に選出され、1894年（明治27年）4月、第9代県会議長に就任した。この間、川内製糸工場を設けて蚕業の振興に努め、また、武満義雄らと川内川・大平橋の鉄橋架橋に尽力した。その他、鹿児島授産会社社長も務めた。
1904年（明治37年）3月、第9回衆議院議員総選挙（鹿児島県郡部、立憲政友会）で当選し、衆議院議員に1期在任した。議員在任中に鉱山事業で失敗したため政界を引退し、朝鮮で開拓事業を行ったが成果が上がらず、数年後に帰郷した。晩年は隠遁生活を送った。